# Alfred H. Lilliendahl
Alfred Harry Lilliendahll f. Lilliendahl (31. maj 1909 i Engelstrup ved Grevinge – 30. oktober 2009 i København) var en dansk maler. 
Alfred Harry Lilliendahll har siden sin deltagelse på Spiralen arbejdet med maleri, tegning og litografi ud fra en spontan-abstrakt opfattelse. 

## Hæder
Statens Kunstfond 1970-71, 1973-74;